# Alfred-Müller-Felsenburg-Preis
Der Alfred-Müller-Felsenburg-Preis für aufrechte Literatur ist ein deutscher Literaturpreis, der seit 1988 jährlich vergeben wird. Seit 2009 erfolgt die Verleihung durch das Westfälische Literaturbüro. Ausgezeichnet wurden bereits zahlreiche namhafte Schriftsteller für unkonventionelle und kritische, also „aufrechte“ Literatur.

## Hintergrund
Der Alfred-Müller-Felsenburg-Preis wurde 1988 von dem Hagener Verleger Hans-Werner Gey und dem Literaturwissenschaftler Ulrich Schödlbauer initiiert. Benannt wurde er nach dem Lyriker und Schriftsteller Alfred Müller-Felsenburg, dem der Preis am 16. Mai 2007 für sein Lebenswerk verliehen wurde, nur sieben Monate vor seinem Tode.
Preisträger sind, wie der Titel andeutet, Schriftsteller, die in besonderem Maße Zivilcourage oder Aufrichtigkeit ausgedrückt haben. Bewerbungen auf den Preis sind nicht möglich, vielmehr werden die Preisträger von der Jury ausgewählt.
Die erste Preisverleihung fand am 25. Juni 1988 im Café Bock in Hagen statt, seitdem wird der Preis jährlich vergeben, seit einigen Jahren immer im Herbst. Der Preis ist nicht dotiert, die Preisträger erhalten neben einer Urkunde eine „Flasche ehrlichen Landweins“.
Eine Gründungsidee des Preises: „Nicht die Höhe einer ausgesetzten Geldsumme ist erforderlich, um berufliche und charakterliche Qualität eines Menschen im Raume des literarischen Tuns zu loben und zu ehren!“
Ursprünglich fanden die Preisverleihungen an wechselnden Orten statt, zu denen der jeweilige Preisträger einen besonderen Bezug hatte. Seit Ende der 1990er Jahre bis 2007 fanden die Verleihungen regelmäßig in Hagen statt. Später wurde der Preis mehrere Jahre durch www.lyrikwelt.de unterstützt. Seit 2012 unterstützt das Westfälische Literaturbüro in Unna den Alfred-Müller-Felsenburg-Preis im Rahmen des Projektes „Literaturland Westfalen“ und seitdem findet die Vergabe im Nicolaihaus in Unna statt, wo das Westfälische Literaturbüro seinen Sitz hat. Von 2015 bis 2022 leitete die Vergabe der Lyriker Thorsten Trelenberg, der 2012 selbst Preisträger war. 2023 übernahm das Westfälische Literaturbüro den Juryvorsitz und das Sekretariat.
Die Preisverleihung erfolgt im Rahmen einer öffentlichen Veranstaltung.

## Rezeption
In den ersten Jahren wurde der Preis vorwiegend an Schriftsteller aus dem westfälischen Raum vergeben, die Bekanntheit war dementsprechend beschränkt. Gerade in den vergangenen Jahren, insbesondere seit der Kooperation mit dem Westfälischen Literaturbüro, ist der Preis mehreren besonders renommierten Schriftstellern verliehen und von ihnen angenommen worden, dementsprechend erhöhte sich sein Bekanntheitsgrad, auch überregional. Auch das Lexikon Westfälischer Autorinnen und Autoren listet die dort vertretenen Preisträger.

## Preisträger
- 2024: Barbara Yelin
- 2023: Sebastian 23
- 2022: Claudine Nierth
- 2021: Marina Weisband
- 2020: Utz Rachowski
- 2019: Özlem Özgül Dündar[8]
- 2018: Mo Asumang, Berlin[9][10]
- 2017: SAID, München[11]
- 2016: Safiye Can, Offenbach[12][13][14]
- 2015: Andrea Röpke[15] und Ehrenpreis Hans-Werner Gey
- 2014: Udo Weinbörner, Meckenheim[16]
- 2013: Michael Starcke, Bochum[17]
- 2012: Thorsten Trelenberg, Schwerte[18]
- 2011: Kirsten Niesler, Gevelsberg und Martin Cern, Gevelsberg[19][20]
- 2010: Horst Nägele, Dänemark
- 2009: Paul Alfred Kleinert, Berlin und Sándor Tatár, Budapest
- 2008: keine Vergabe (wegen des Todes von Alfred Müller-Felsenburg)
- 2007: Linde Rotta, Leipzig und Alfred Müller-Felsenburg, Hagen/Gevelsberg
- 2006: Annette Gonserowski, Kierspe und Hermann Multhaupt, Paderborn
- 2005: Angelika Schröder, Hagen und Hans Claßen, Arnsberg
- 2004: Petra Holtmann, Hagen und Horst Kniese, Hagen
- 2003: Christoph Rösner, Hagen und Liselotte Funcke, Hagen
- 2002: Edith Linvers, Recklinghausen und Martin Bormann, Herdecke
- 2001: Peter Schütze, Detmold/Hagen und Anna Maria Sigmund, Österreich
- 2000: Otti Pfeiffer, Herdecke und Arthur Japin, Niederlande
- 1999: Vera Lebert-Hinze, Hilchenbach
- 1998: Stefanie Gercke, Hamburg
- 1997: Hans Steinacker, Witten
- 1996: Michael Klaus, Gelsenkirchen
- 1995: Mutter Marie Therese, Mechernich (postum)
- 1994: Carlo Ross, Regensburg/Hagen
- 1993: Saliha Scheinhardt, Offenbach
- 1992: Christof Wackernagel, Bochum
- 1991: Heinz Nattkämper, Gladbeck
- 1990: Ilse Bintig, Hamm
- 1989: Nevzat Yalçın, Halver
- 1988: Fritz Nagel, Hagen